# Diana Alecrim
Diana Duarte Alecrim (Barueri, 22 de fevereiro de 1999) é uma voleibolista indoor brasileira, atuante na posição de central pelo Türk Hava Yolları SK, da Turquia. É medalhista de ouro no Campeonato Sul-Americano Juvenil de 2016 no Brasil e nos Jogos Pan-Americanos Júnior de 2021 na Colômbia.

## Carreira
Os primeiros contatos com o voleibol deu-se em sua cidade, em 2011 integrava as categorias de base do  extinto Grêmio Recreativo Barueri.Em 2015 disputou o Campeonato Mundial Infantojuvenil em Lima, terminando na décima primeira posição.Permanecendo até meados de 2016 em Barueri, e no mesmo ano transferiu-se para ADC Bradesco para disputar a Superliga Brasileira B e sagrou-se campeã do Campeonato Paulista Sub-21 de 2017, enquanto estava vinculada a este time, foi convocada para seleção brasileira, para representar o país no Campeonato Sul-Americano Juvenil de 2016 em Uberaba quando conquistou a medalha de ouro e premiada como a primeira melhor central da competiçãoe disputou o Mundial Juvenil de 2017 nas cidades mexicanas de Boca del Río e Córdoba, terminando na quinta posição.
Depois, passou a atuar na categoria de base do São Caetano Voleibol em 2017 e como profissional por este clube atuou na temporada 2018-19, com alcunha São Cristóvão Saúde/São Caetano, e desde a temporada 2019-20 está no Barueri Volleyball Club sob comando do técnico José Roberto Guimarães.Em 2019 representou o país na edição da  Universíada de Verão sediada em Nápoles, terminando na quinta posição.
Em 2021 foi convidada para seleção brasileira para os treinamentos com elenco adulto  que se preparava para disputa da Liga das Nações e Jogos Olímpicos de Tóquio. E foi convocada para seleção brasileira, categoria Sub-23, para disputa dos Jogos Pan-Americanos Júnior de 2021 em Cáli e conquistou de forma invicta a medalha de ouro e foi premiada como a melhor jogadora da edição.

## Títulos e resultados
- Campeã do, Campeonato Sul-Americano de Voleibol Feminino Sub-20 (2016),do Campeonato Paulista (2019) e nos Jogos Pan-Americanos Júnior (de 2021)
- Vice-campeã do Campeonato Paulista (2021) e da Liga das Nações da FIVB de 2025.
- Medalhista de bronze no Campeonato Paulista (2020) e nas Olimpíadas de Paris 2024.

## Premiações individuais
- MVP dos Jogos Pan-Americanos Júnior de 2021
- 1º Melhor Central do Campeonato Sul-Americano Juvenil de 2016